# 藤原太一
藤原 太一（ふじわら たいち、1900年1月8日 - 1990年1月）は、日本のグラフィックデザイナー。著書『図案化せる実用文字』（1925年）と『絵を配した図案文字』（1926年）によって知られる。長崎県南松浦郡福江村（現在の五島市）出身で、関西を拠点として活動した。

## 概説
1900年（明治33年）1月8日、五島列島を構成する福江島の福江村において生まれる。中学校卒業後に上阪し、1918年（大正7年）にデザイナーとして森下博薬房（森下仁丹）広告部に入社する。
1925年（大正14年）12月、大鐙閣から著書『図案化せる実用文字』が刊行された。本書は独学で広告図案を研究していた藤原による文字デザインを集成したものであり、藤原は「集の初めに」において「今日この種の参考書が、かなり必要にせまられてゐるにも拘らず未だかうしたものゝ完全な出版を見ない」とし、「図案文字発達上の一基礎ともなり、刺戟ともならば、幸ひ此の上なきこと」であると述べている。また本書には杉浦非水が序文を寄せており、出版に際しては洋画家の鍋井克之が尽力したとされる。
本書の反響は大きく、1931年（昭和6年）までに大阪東光堂によるものを含め13刷を重ねている。『描き文字考』において川畑直道は、当時多く出版されていた「文字を一頁にたくさん詰め込んだ描き文字集」の定型を示した書であり、「造形的な完成度」に力点をおいたことが特徴で、同時期に活動していた矢島周一とは対照的であると評している。しかし当時の勤務先の一部からは、本書の出版を阻止しようと圧力をかける動きがあったといい、それが原因で森下博薬房との関係を断ったと『絵を配した図案文字』において藤原は述べている。
藤原は翌1926年（大正15年）2月から、ベルベット石鹸広告部に勤務する。そして同年の6月に『絵を配した図案文字』が大鐙閣から刊行された。藤原は「私言」において、『図案化せる実用文字』の「姉妹編」とも言える本書ではあるが、「実際に使用し応用して下さる方の便利」を考えジャンルごとに図案を分けて掲載し、「すぐに文字と共に、実地に活用され得るやうにした」ことが特色であると述べている。前書の発表後すぐに故郷である福江島に里帰りし、一ケ月あまり滞在しそこで原稿を完成させたという。本書には前述した鍋井克之が序文を寄せており、1931年までに大阪東光堂によるものを含め15刷を重ねている。なお藤原は、同年7月からカガシ化粧品（丸善商品化粧品部）に勤務している。

### 著書の覆刻版
1986年（昭和61年）、エム・ピー・シーから『昭和モダンアート3』として著書2冊の合本復刻版が刊行された。MPC編集部のあとがきでは、「大正末にすでに、タイポグラフィに対する情熱を込めた動きがあったこと」に驚きと感動を覚えるとし、「著者のこの情熱と、各表現例に見られる発想の豊かさを、タイポグラフィに携わる方々やその関連の方々に知っていただきたい」としている。ただし著者である藤原の消息がわからず連絡が取れないとある。2005年（平成17年）の『描き文字考』においても、著作権者との連絡が取れないとしている。
2019年（平成31年）、マール社から『大正タイポグラフィ』として再び著書2冊の復刻版が刊行された。同書では、藤原の著書について「当時の広告や流行を伝える貴重な資料」であると評している。また不明とされていた藤原のその後の人生についても言及されている。自身のデザイン事務所として「藤原図案」を設立し、戦後になってからは大広に勤務していた時期もあり、また専門学校においてレタリングの指導も行っていたという。そして1990年（平成2年）1月に90歳で死去したが、晩年も創作意欲や研究への熱意は衰えていなかったという。同書には藤原が愛用していた製図用具などの写真も掲載されている。

### デジタルフォントへの影響
ダイナコムウェア社のデジタルフォント「ロマン雪」は、『図案化せる実用文字』から着想を得たフォントであり、図中の「婦人の華麗な装い」や「愛らしいスタイル」をヒントに「古典ロマンの雰囲気を再現」した書体とされる。宮成楽の漫画『晴れのちシンデレラ』の単行本において表題に採用されており、またTBSテレビのバラエティ番組『水曜日のダウンタウン』においても使用されている。

## 著作

### 単著
- 『昭和モダンアート 3 タイポグラフィ』（「図案化せる実用文字」「絵を配した図案文字」合本復刻）MPC、1986年。
  - 『図案化せる実用文字』大鐙閣、1925年。
  - 『絵を配した図案文字』大鐙閣、1926年。
- 『實際に役立つ色彩圖案と圖案文字』（20版）大和出版社、1941年。
- 『大正タイポグラフィ』（マール社編集部 編）マール社、2019年。ISBN 4837309518。

### 雑誌
- 「広告人の良心」『広告街 : 大阪広告主倶楽部創立十年記念号』、大阪広告主倶楽部、1937年、206-208頁。